# Gubin (stad)
Gubin (Duits: Guben) is een stad in het Poolse woiwodschap Lubusz, gelegen in de powiat Krośnieński. De oppervlakte bedraagt 20,68 km², het inwonertal 17.150 (2005).
Gubin is een gedeelde stad. Het westelijke gedeelte ligt in Duitsland aan de linkeroever van de Neisse en draagt de naam Guben. Het oude stadscentrum ligt in Gubin.

## Geboren
- Olga Borys (1973), actrice en stemactrice
- Michał Janota (1990), voetballer